# A Head Full of Dreams
A Head Full of Dreams is het zevende studioalbum van de Britse rockgroep Coldplay. Het album is uitgebracht op 4 december 2015 op het label Parlophone. Onder andere Beyoncé, Noel Gallagher, Tove Lo, Merry Clayton en Chris Martin's ex-vrouw Gwyneth Paltrow werkten mee aan het album. Het album is geproduceerd door Rik Simpson en Stargate.

## Achtergrondinformatie
Na het uitbrengen van hun zesde studioalbum Ghost Stories besloot de band geen concerttour te houden, maar direct weer de studio in te duiken voor de opnames van A Head Full of Dreams, een titel die de bandleden toen al in gedachten hadden. Op 4 december 2014 noemde zanger Chris Martin tijdens een interview met BBC Radio 1 voor het eerst de naam van het toen nog niet verschenen album. Hij gaf aan dat de band dit album zag als het voltooien van iets en hij maakte hierbij de vergelijking met het zevende deel uit de Harry Potter-reeks. Echter, dit wil niet zeggen dat we in de toekomst geen muziek meer zullen maken, maar het voelt alsof we iets af zijn aan het maken, zei Martin toen. 

## Uitgave en promotie
Eind oktober werd de promotie van het nieuwe album gestart met mysterieuze posters in de Londense metro. Op het poster was slechts een geometrisch patroon te zien en de datum 4 december 2015. Op 6 november 2015 werd de eerste single van het album, "Adventure of a Lifetime", gelanceerd. In de weken erna gaf Chris Martin bij BBC Radio 1 verdere uitleg bij het project: waar het vorige album vooral zijn liefdesverdriet na de breuk met zijn ex-vrouw Gwyneth Paltrow omschreef, wilde hij nu dankbaarheid uitstralen. Niet alleen blijdschap en liefde dragen bij aan het geluk, maar je hebt ook ongelukkige momenten nodig om het geluk te kunnen blijven waarderen. Bovendien lichtte hij toe dat hij in december 2014 verwees naar het completeren van de sound die ze al jaren probeerden te bereiken. Er gingen voorheen geruchten dat A Head Full of Dreams het laatste album van de band zou zijn, maar Chris Martin stelde vele fans gerust door aan BBC Radio 1 mede te delen dat er van een einde van Coldplay geen sprake is.

## Singles
De eerste single die uitgebracht werd om het album te promoten is "Adventure of a Lifetime" en kwam uit op 6 november 2015. De bijhorende videoclip kwam op 29 november 2015 uit.
"Hymn for the Weekend" kwam uit als de tweede single van het album op 25 januari 2016. 
De derde officiële single is "Up&Up" en verscheen op 22 april 2016.
De vierde officiële single is "A Head Full of Dreams" en is op 19 augustus 2016 verschenen.
Naast de drie officiële singles van het album zijn er ook nog twee promotiesingles uitgebracht: "Everglow" en "Birds". 

## Tracklijst
A Head Full of Dreams - Standaard editie
| Nr.                  | Titel                                                                     | Producent(en)                                        | Duur |
| -------------------- | ------------------------------------------------------------------------- | ---------------------------------------------------- | ---- |
| 1.                   | "A Head Full of Dreams"                                                   | Rik Simpson, Stargate                                | 3:43 |
| 2.                   | "Birds"                                                                   | Simpson, Stargate                                    | 3:49 |
| 3.                   | "Hymn for the Weekend" (met Beyoncé)                                      | Simpson, Stargate, Digital Divide                    | 4:18 |
| 4.                   | "Everglow"                                                                | Simpson, Stargate                                    | 4:42 |
| 5.                   | "Adventure of a Lifetime"                                                 | Simpson, Stargate                                    | 4:23 |
| 6.                   | "Fun" (met Tove Lo)                                                       | Simpson, Stargate                                    | 4:27 |
| 7.                   | "Kaleidoscope"                                                            | Simpson, Stargate                                    | 1:51 |
| 8.                   | "Army of One" (inclusief een verborgen nummer "X Marks the Spot" op 3:23) | Simpson, Stargate, Daniel Green ("X Marks the Spot") | 6:16 |
| 9.                   | "Amazing Day"                                                             | Simpson, Stargate                                    | 4:31 |
| 10.                  | ("Colour Spectrum")                                                       | Green                                                | 1:00 |
| 11.                  | "Up&Up"                                                                   | Simpson, Stargate                                    | 6:45 |
| Totale lengte: 45:45 |                                                                           |                                                      |      |

A Head Full of Dreams - Japanse editie (bonustrack)
| Nr.                  | Titel      | Producent(en)            | Duur |
| -------------------- | ---------- | ------------------------ | ---- |
| 12.                  | "Miracles" | Stargate, Green, Simpson | 3:55 |
| Totale lengte: 49:40 |            |                          |      |